# Liga Profesional de Túnez 2024-25
La Liga Profesional de Túnez 2024-25 fue la 99.ª edición de la Championnat de Ligue Profesionelle 1, la máxima categoría de fútbol de Túnez. La temporada comenzó el 31 de agosto de 2024 y terminó el 15 de mayo de 2025. El Espérance Sportive de Tunis fue el campeón defensor de la competición.

## Formato
A partir de esta temporada los 16 equipos participantes compiten en un único grupo. Los clubes juegan todos contra todos a dos vueltas sumando un total de 30 jornadas. Al finalizar la temporada el mejor equipo de la tabla general será proclamado campeón y conseguirá una plaza en la Liga de Campeones de la CAF 2025-26, mientras que el segundo clasificado también obtendrá un lugar en la máxima competición continental africana. Por su parte el tercer clasificado recibirá una plaza en la Copa de Confederación de la CAF 2025-26.
Por otro lado, los últimos dos clasificados de la temporada descenderán a la Ligue Profesionelle 2.

## Equipos participantes
Debido a una expansión de equipos participantes, el AS Marsa fue el único equipo descendido de la Liga Profesional 2023-24.
Por otro lado, tres equipos ascendieron desde la Ligue Profesionelle 2: AS Gabès, Espérance de Zarzis y JS El Omrane.
| Equipo              | Ciudad      | Estadio                     | Capacidad |
| ------------------- | ----------- | --------------------------- | --------- |
| AS Gabès            | Gabes       | Stade Municipal de Gabes    | 15 000    |
| AS Soliman          | Soliman     | Stade Municipal de Soliman  | 3000      |
| Club Africain       | Radès       | Olímpico de Radès           | 60 000    |
| CA Bizertin         | Bizerte     | 15 de Octubre               | 24 000    |
| CS Sfaxien          | Sfax        | Stade Taïeb Mhiri           | 14 000    |
| EGS Gafsa           | Gafsa       | Stade Olympique de Gafsa    | 7000      |
| ES Métlaoui         | Métlaoui    | Stade Municipal de Métlaoui | 5000      |
| Espérance de Tunis  | Radès       | Olímpico de Radès           | 60 000    |
| Espérance de Zarzis | Zarzis      | Stade Abdessalam Kazouz     | 10 000    |
| Etoile du Sahel     | Sousse      | Olímpico de Sousse          | 28 000    |
| JS El Omrane        | El Omrane   | Complejo Tayeb Ben Ammar    | 2000      |
| Olympique de Béjà   | Béja        | Olímpico de Béja            | 10 000    |
| Stade Tunisien      | Le Bardo    | Stade Hédi-Enneifer         | 11 000    |
| US Ben Guerdane     | Ben Gardane | 7 de Marzo                  | 10 000    |
| US Monastir         | Monastir    | Stade Mustapha Ben Jannet   | 20 000    |
| US Tataouine        | Tataouine   | Stade Nejib Khattab         | 5000      |

### Ascensos y descensos
| Pos. | Descendidos de la Ligue Profesionelle 2023-24 |
| ---- | --------------------------------------------- |
| 14.º | AS Marsa                                      |

| Pos.   | Ascendidos de la Ligue Profesionelle 2 2023-24 |
| ------ | ---------------------------------------------- |
| 1.º GA | JS El Omrane                                   |
| 1.º GB | Espérance de Zarzis                            |
| 2.º GB | AS Gabès (promoción)                           |

## Desarrollo

### Clasificación
| Pos. | Equipo                 | Pts. | PJ | G  | E  | P  | GF | GC | Dif. | Clasificación o descenso 2025-26 |
| ---- | ---------------------- | ---- | -- | -- | -- | -- | -- | -- | ---- | -------------------------------- |
| 1    | Espérance de Tunis (C) | 66   | 30 | 19 | 9  | 2  | 57 | 22 | +35  | Liga de Campeones de la CAF      |
| 2    | US Monastir            | 62   | 30 | 17 | 11 | 2  | 42 | 11 | +31  | Liga de Campeones de la CAF      |
| 3    | Étoile du Sahel        | 61   | 30 | 19 | 4  | 7  | 45 | 24 | +21  | Copa Confederación de la CAF     |
| 4    | Club Africain          | 54   | 30 | 15 | 9  | 6  | 34 | 19 | +15  |                                  |
| 5    | Espérance de Zarzis    | 54   | 30 | 16 | 6  | 8  | 38 | 29 | +9   |                                  |
| 6    | Stade Tunisien         | 49   | 30 | 13 | 10 | 7  | 29 | 21 | +8   | Copa Confederación de la CAF     |
| 7    | CS Sfaxien             | 44   | 30 | 11 | 11 | 8  | 31 | 19 | +12  |                                  |
| 8    | ES Métlaoui            | 43   | 30 | 11 | 10 | 9  | 32 | 27 | +5   |                                  |
| 9    | CA Bizertin            | 35   | 30 | 9  | 8  | 13 | 29 | 28 | +1   |                                  |
| 10   | AS Soliman             | 31   | 30 | 7  | 10 | 13 | 18 | 38 | −20  |                                  |
| 11   | US Ben Guerdane        | 30   | 30 | 6  | 12 | 12 | 28 | 33 | −5   |                                  |
| 12   | Olympique de Béjà      | 29   | 30 | 7  | 8  | 15 | 19 | 37 | −18  |                                  |
| 13   | AS Gabès               | 26   | 30 | 6  | 8  | 16 | 18 | 38 | −20  |                                  |
| 14   | JS El Omrane           | 26   | 30 | 4  | 14 | 12 | 25 | 46 | −21  |                                  |
| 15   | EGS Gafsa (D)          | 22   | 30 | 6  | 4  | 20 | 24 | 43 | −19  | Descenso a Ligue Profesionelle 2 |
| 16   | US Tataouine (D)       | 19   | 30 | 5  | 4  | 21 | 19 | 53 | −34  | Descenso a Ligue Profesionelle 2 |

Actualizado a los partidos jugados el 15 de mayo de 2025.
 Fuente: SoccerWay
Criterios de clasificación: Puntos · Enfrentamientos directos · Diferencia de goles · Goles a favor · Puntos fair-play · Play-off.
Notas:
1. ↑  El Stade Tunisien se clasificó a la Copa Confederación de la CAF como subcampeón de la Copa de Túnez, ya que el ganador, Espérance de Tunis, había conseguido una plaza en la Liga de Campeones de la CAF a través de su desempeño en la Liga Profesional.

### Resultados
| Local \ Visitante   | ASG | ASS | CAF | CAB | CSS | EGS | ESM | ESS | EST | ESZ | JSO | OBE | STU | USB | USM | UST |
| ------------------- | --- | --- | --- | --- | --- | --- | --- | --- | --- | --- | --- | --- | --- | --- | --- | --- |
| AS Gabès            | —   | 1–2 | 0–0 | 2–1 | 2–2 | 0–0 | 1–0 | 0–2 | 0–2 | 2–0 | 0–0 | 0–1 | 1–0 | 1–1 | 0–0 | 0–1 |
| AS Soliman          | 0–0 | —   | 0–0 | 0–2 | 1–4 | 1–1 | 1–0 | 0–0 | 1–2 | 1–1 | 1–0 | 1–0 | 0–2 | 0–0 | 0–1 | 0–0 |
| Club Africain       | 1–0 | 4–2 | —   | 1–0 | 0–0 | 2–1 | 3–0 | 0–2 | 1–3 | 1–0 | 2–0 | 2–0 | 1–0 | 0–0 | 0–0 | 1–0 |
| CA Bizertin         | 2–0 | 0–0 | 1–0 | —   | 1–1 | 1–0 | 1–1 | 1–2 | 2–1 | 4–1 | 4–1 | 3–0 | 1–1 | 0–1 | 0–0 | 3–1 |
| CS Sfaxien          | 1–0 | 4–0 | 0–1 | 1–0 | —   | 2–0 | 1–1 | 0–1 | 0–1 | 1–1 | 0–0 | 0–0 | 1–2 | 1–0 | 0–0 | 2–0 |
| EGS Gafsa           | 0–1 | 4–0 | 0–3 | 2–0 | 0–2 | —   | 2–0 | 2–3 | 0–3 | 1–3 | 0–0 | 0–2 | 0–1 | 2–1 | 0–1 | 2–0 |
| ES Métlaoui         | 2–1 | 2–0 | 1–2 | 2–0 | 2–1 | 2–1 | —   | 0–0 | 1–1 | 1–0 | 1–0 | 2–0 | 0–0 | 1–1 | 0–0 | 3–1 |
| Étoile du Sahel     | 2–0 | 2–0 | 2–2 | 1–0 | 0–1 | 1–1 | 2–1 | —   | 0–2 | 0–1 | 3–0 | 0–1 | 0–1 | 2–1 | 1–0 | 2–0 |
| Espérance de Tunis  | 2–1 | 4–2 | 2–2 | 0–0 | 1–0 | 1–0 | 3–2 | 3–0 | —   | 4–2 | 2–0 | 1–1 | 2–2 | 1–1 | 0–0 | 3–0 |
| Espérance de Zarzis | 2–0 | 1–0 | 1–0 | 1–0 | 1–0 | 1–0 | 1–0 | 2–3 | 1–0 | —   | 2–1 | 1–0 | 2–0 | 2–2 | 1–2 | 3–0 |
| JS El Omrane        | 2–2 | 0–0 | 1–1 | 1–1 | 1–0 | 2–1 | 0–0 | 1–4 | 2–2 | 0–1 | —   | 2–2 | 1–1 | 2–1 | 1–2 | 1–1 |
| Olympique de Béjà   | 1–0 | 0–0 | 1–1 | 0–0 | 1–2 | 3–1 | 0–1 | 0–2 | 0–5 | 1–2 | 2–1 | —   | 0–0 | 0–0 | 1–3 | 1–2 |
| Stade Tunisien      | 2–1 | 0–1 | 1–0 | 1–0 | 1–1 | 2–1 | 1–0 | 1–3 | 0–1 | 1–1 | 0–0 | 3–0 | —   | 1–0 | 0–0 | 3–1 |
| US Ben Guerdane     | 3–0 | 0–1 | 0–2 | 1–0 | 0–2 | 3–1 | 2–2 | 1–3 | 1–1 | 3–2 | 1–1 | 0–1 | 0–0 | —   | 0–0 | 2–0 |
| US Monastir         | 5–0 | 3–0 | 1–0 | 3–1 | 1–1 | 2–0 | 1–1 | 1–0 | 0–2 | 0–0 | 7–0 | 1–0 | 1–0 | 2–1 | —   | 4–1 |
| US Tataouine        | 1–2 | 0–3 | 0–1 | 2–0 | 0–0 | 0–1 | 0–3 | 1–2 | 0–2 | 1–1 | 2–4 | 1–0 | 1–2 | 2–1 | 0–1 | —   |

## Máximos goleadores
- Actualizado el 15 de mayo de 2025[4]

| Rank | Goalscorer     | Club                | Goals |
| ---- | -------------- | ------------------- | ----- |
| 1    | Firas Chaouat  | Étoile du Sahel     | 17    |
| 2    | Hazem Mastouri | US Monastir         | 16    |
| 3    | Youssef Snana  | Espérance de Zarzis | 13    |
| 4    | Yan Sasse      | Espérance de Tunis  | 10    |
| 5    | Youcef Belaïli | Espérance de Tunis  | 9     |